# Codex Selden

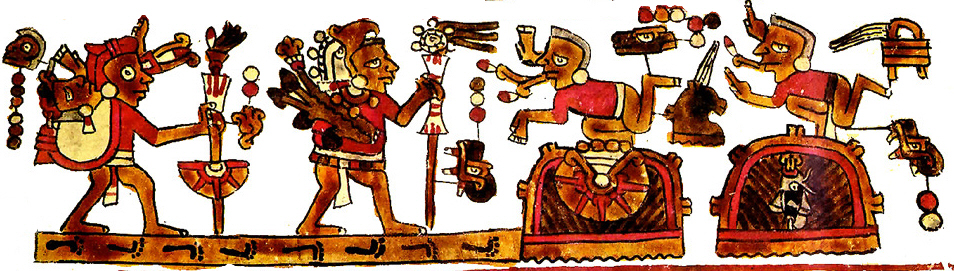
Detail uit de Selden Codex (pagina 7, band 3)

De Codex Selden of Añutecodex is een Mixteeks manuscript van omstreeks 1566 dat zich in de Bodleian Library te Oxford bevindt. Het is een palimpsest waarvan de vroegkoloniale toplaag een nog ouder handschrift bedekt. Dergelijke codexen, waarvan er niet meer dan twintig bestaan, zijn de belangrijkste bron van informatie over de cultuur en geschiedenis van het vroege Mexico.

## Beschrijving
De codex bestaat uit een 550 cm lange band van vier aan elkaar vastgemaakte stukken hertenleer, waarop een witlaag is aangebracht als achtergrond voor het beeldschrift. Het geheel laat zich zigzaggewijs opvouwen tot 20 pagina's, elk 27,5 cm breed. De beeldbanden lopen van beneden naar boven en van rechts naar links.
Onder de gipslaag aan de achterzijde gaat een nog ouder beeldverhaal schuil, waarschijnlijk pre-koloniaal. Met niet-invasieve technieken probeert men het zichtbaar te maken zonder de fragiele codex te beschadigen.

## Inhoud

### Zichtbare laag
De codex beschrijft de geschiedenis van het dorp Zahuatlán vanuit het gezichtspunt van de stad Jaltepec. Waarschijnlijk werd het document gemaakt om de aanspraken van Jaltepec op Zahuatlán te ondersteunen tegenover deze van het rivaliserende Yanhuitlán, eveneens gelegen in de Nochixtlánvallei.
Het pictogram voor Zahuatlán is een dansende man op een berg. De mannelijke en vrouwelijke inwoners van Zahuatlán worden afgebeeld terwijl ze eer betuigen, huwelijksverbonden afsluiten of onderworpen worden door Jaltepec.
Het document bestrijkt een periode van meerdere eeuwen, wellicht van het jaar 783 n.Chr. (twaalf vuursteen zeven hert) tot 1556 n.Chr. (drie huis tien hert). Het fragment in de Bodleian Library is maar een deel van een oorspronkelijk groter geheel.

### Bedekte laag
Met hyperspectrale beeldtechnieken zijn delen van het onderliggende manuscript leesbaar gemaakt. Het blijkt unieke genealogische informatie te bevatten die zeer waardevol kan zijn om archaeologische overblijfselen uit Zuid-Mexico te situeren.

## Geschiedenis
De codex is afkomstig uit de omgeving van Añute, de Mixteekse naam van Jaltepec in het westen van de staat Oaxaca. Hoewel hij dateert van na de Spaanse verovering, is hij nog in de pre-koloniale stijl gemaakt. Hij kwam op onbekende wijze in het bezit van de Engelsman John Selden, die hem bij zijn dood in 1654 naliet aan de Universiteit van Oxford.